# Сухая Речка (приток Алея)
Сухая Речка — река в России, протекает по Локтевскому району Алтайского края. Устье реки находится в 656 км от устья Алея по правому берегу. Длина реки составляет 10 км.

## Данные водного реестра
По данным государственного водного реестра России относится к Верхнеобскому бассейновому округу, водохозяйственный участок реки — Алей от Гилёвского гидроузла и до устья, речной подбассейн реки — бассейны притоков (Верхней) Оби до впадения Томи. Речной бассейн реки — (Верхняя) Обь до впадения Иртыша.